# George Edwin Cooke
George Edwin Cooke (Saint Louis, Missouri, 17 de febrer de 1883 - Saint Louis, 3 de juny de 1969) va ser un futbolista estatunidenc que va competir a primers del segle xx. El 1904 va prendre part en els Jocs Olímpics de Saint Louis, on guanyà la medalla de bronze en la competició de futbol com a membre del St. Rose Parish. Era germà del també futbolista Thomas Cooke, membre del mateix equip en aquests Jocs.